# Ridero
Интернет-издательство Rideró — электронная издательская система для независимых авторов, разработанная в России.

## История
Официальный запуск платформы Rideró в России состоялся 14 января 2014 года в Екатеринбурге.
Председатель совета директоров холдинга - Александр Краснокутский, члены совета директоров - Алексей Кулаков, Дмитрий Сумин.
Декабрь 2014 года — Rideró привлекает инвестиции в размере 850 тысяч долларов США.
В июле 2015 года сервис Rideró стал доступен в Польше. В августе 2015 года в Ridero добавлена поддержка английского языка.
15 августа 2022 года сервис первым на российском рынке анонсировал подключение технологий искусственного интеллекта к созданию обложек книг.

## Статистика
К марту 2017 года Rideró объединял более 100 тысяч авторов — от начинающих писателей до лидеров книжного рынка.
В 2019 году количество пользователей сервиса выросло до 350 тысяч человек.
По данным июня 2023 года с помощью платформы Rideró издано более 136 тысяч книг, а число пользователей превысило 725 тысяч человек.

## Признание
- Октябрь 2014 года — проект Rideró занял второе место на всероссийском конкурсе IT-стартапов Web Ready Generations 2014 в номинации Seed
- Июль 2017 года сервис Rideró был признан лучшим в номинации «СМИ, издательства» конкурса Рейтинг Рунета

## Критика
В мае 2020 года внимание медиа привлекла к себе распространяемая сервисом Ridero недобросовестная реклама: в своём блоге компания опубликовала интервью с некоей Екатериной Ш., зарабатывающей книгами, написанными от лица вымышленных зарубежных психотерапевтов и сексологов. По мнению недовольных, Ridero «вместо того чтобы пресечь обман, рекламирует его как кейс успешного писательского заработка».